# Athetis ignava
Espèce
Synonymes

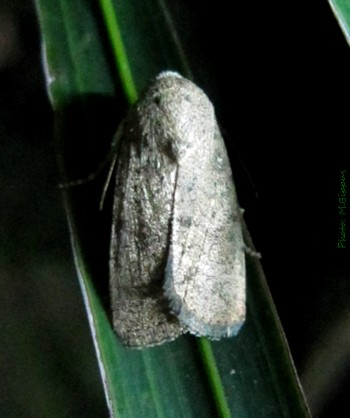
Athetis ignava

Athetis ignava est une espèce d'insectes de l'ordre des lépidoptères (papillons), de la famille des Noctuidae.
On le trouve en Afrique au sud du Sahara et sur les îles de l'Océan Indien.
Son envergure est d'environ 30-35 mm.